# کاوینسکی
وینسنت پیر کلود بلورژی (به فرانسوی: Vincent Pierre Claude Belorgey) مشهور به کاوینسکی (Kavinsky که گاه به شکل KΔVINϟKY نوشته می‌شود) زادهٔ ۳۱ ژوئیهٔ ۱۹۷۵) موسیقی‌دان سبک فرنچ هاوس اهل فرانسه است. سبک او بسیار یادآور ساندترکهای الکتروپاپ فیلمهای دهه ۱۹۸۰ است و آثارش را با کارهای دفت پانک و دنجر مقایسه می‌کنند.
شهرت کاوینسکی به ویژه با ترانهٔ تماس شبانه که در فیلم رانندگی مورد استفاده قرار گرفت، جهانی شد.